# Garnuszewski Peak
Garnuszewski Peak är en bergstopp i Antarktis. Den ligger i Sydshetlandsöarna. Argentina, Chile och Storbritannien gör anspråk på området. Toppen på Garnuszewski Peak är 300 meter över havet.
Terrängen runt Garnuszewski Peak är huvudsakligen kuperad, men åt sydost är den platt. Havet är nära Garnuszewski Peak åt sydost.  Trakten är glest befolkad. Närmaste befolkade plats är Commandante Ferraz Station, 6,6 kilometer öster om Garnuszewski Peak. 